# Le Cantique des innocents
Le Cantique des innocents — Suffer the Little Children, dans les éditions originales en anglais — est un roman policier américain de Donna Leon publié en 2007. C'est le 16e roman de la série mettant en scène le personnage de Guido Brunetti.

## Éditions
Éditions originales en anglais
- (en) Donna Leon, Suffer the Little Children, Londres, William Heinemann, 5 avril 2007, 272 p. (ISBN 978-0-434-01625-9) — Édition britannique
- (en) Donna Leon, Suffer the Little Children, New York, Atlantic Monthly Press, 10 mai 2007, 272 p. (ISBN 978-0-87113-960-3, LCCN 2008399616) — Édition américaine

Éditions françaises
- Donna Leon (auteur) et William Olivier Desmond (traducteur) (trad. de l'anglais), Le Cantique des innocents [« Suffer the Little Children »], Paris, Calmann-Lévy, 3 mars 2010, 285 p. (ISBN 978-2-7021-4079-6, BNF 42154547)
- Donna Leon (auteur) et William Olivier Desmond (traducteur) (trad. de l'anglais), Le Cantique des innocents [« Suffer the Little Children »], Paris, Points, coll. « Points policier » (no P2525), 13 janvier 2011, 344 p. (ISBN 978-2-7578-1114-6, BNF 42355702)

## Adaptation télévisée
Le roman a fait l'objet d'une adaptation pour la télévision, en 2010, sous le même titre français (titre allemand original : Lasset die Kinder zu mir kommen), dans le cadre de la série Commissaire Brunetti dans une réalisation de Sigi Rothemund, produite par le réseau ARD et initialement diffusée le 7 octobre 2010.